# Acrosomoides acrosomoides
Acrosomoides acrosomoides är en spindelart som först beskrevs av O. Pickard-Cambridge 1879.  Acrosomoides acrosomoides ingår i släktet Acrosomoides och familjen hjulspindlar.
Artens utbredningsområde är Madagaskar. Inga underarter finns listade i Catalogue of Life.

## Bildgalleri

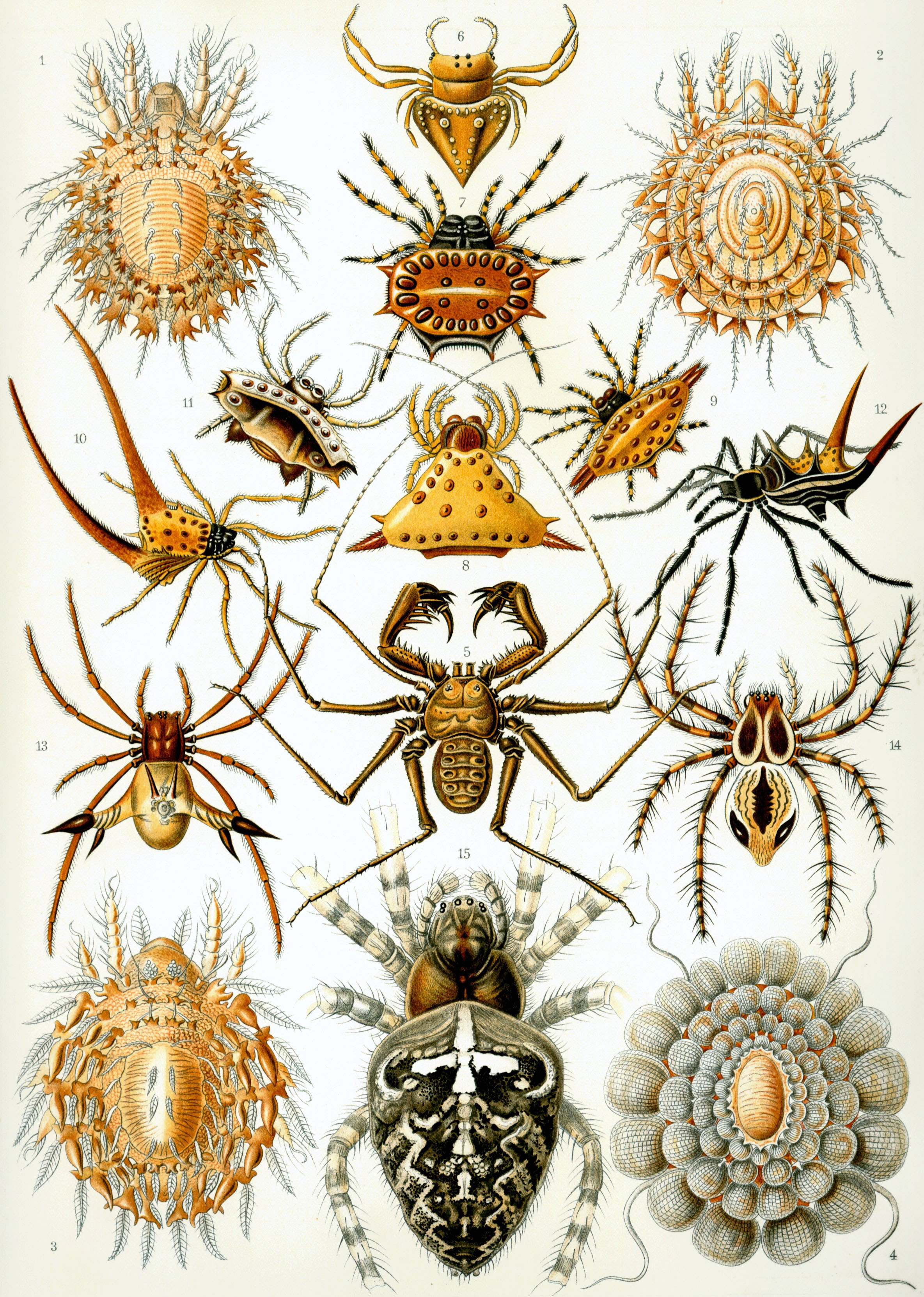